# 29 de setembre
El 29 de setembre és el dos-cents setanta-dosè dia de l'any del calendari gregorià i el dos-cents setanta-tresè en els anys de traspàs. Queden 93 dies per finalitzar l'any.

## Esdeveniments
Països Catalans
- 1868 - els Països Catalans: arran de l'arribada de la notícia de la victòria dels revoltats en la batalla del Pont d'Alcolea i de l'èxit de la revolució a Madrid, es constitueixen juntes revolucionàries a Barcelona i les principals ciutats (I República Espanyola).
- 1921 - Alzira: S'inaugura el Gran Teatre d'Alzira.[1]
- 1935 - Barcelona: el Bloc Obrer i Camperol i l'Esquerra Comunista s'unifiquen i esdevenen el Partit Obrer d'Unificació Marxista (POUM).[2]
- 1959 - el Baix Camp: s'hi esdevé l'aiguat de Sant Miquel.
- 1977 - Catalunya: el govern espanyol hi restaura la Generalitat (Generalitat provisional).
- 2013 - Illes Balears: l'Assemblea de Docents de les Illes Balears convoca multitudinàries manifestacions en contra del TIL del Govern presidit per José Ramón Bauzá (PP) i la seva política educativa i de suport a la vaga indefinida dels docents balears. Més de 100.000 assistents a Palma, 8.000 a Maó, 7.000 a Eivissa i un miler a Barcelona.[3]

Resta del món
- 480 aC - Batalla de Salamina, en la qual els grecs derroten l'Imperi Persa.[cal citació]
- 1710 - Reval (Tallinn, Estònia): la ciutat de Tallinn signa la Capitulació i s'integra a l'Imperi Rus.
- 1717 - Santiago de los Caballeros de Guatemala, avui Antigua Guatemala, un terratrèmol va destruir 3000 edificis.
- 1801 - Madrid (Espanya): signatura del Tractat de Madrid.
- 1870 - Vaticà (Itàlia): Després de l'ocupació de Roma per les tropes italianes, el Papa Pius IX es declara presoner al Vaticà.
- 1938 - Va tenir lloc l'Acord de Múnic.
- 1944 - Iugoslàvia: hi comença l'entrada de l'exèrcit soviètic, el qual ocuparà aquest estat durant l'octubre i el desplaçarà de la influència alemanya (Segona Guerra Mundial).
- 1964 - Apareix a la revista Primera Plana de Buenos Aires la primera tira còmica de Mafalda, del dibuixant Quino.
- 2004 - desert de Mojave (Califòrnia, EUA): la nau SpaceShipOne, la primera pilotada i de caràcter privat, s'hi envola cap a l'espai extraterrestre per segona vegada (ja ho va fer el 21 de juny i ho tornarà a fer el 4 d'octubre.
- 2005 - Algèria: amb normalitat i alta participació, s'hi celebra un referèndum sobre un pla d'amnistia parcial proposat pel president Bouteflika.
- 2010 - La primera vaga general europea es desenvoluparà a gran part d'Europa per protestar contra la Crisi Econòmica.

## Naixements
Països Catalans
- 1538 - Verdú (l'Urgell): Joan Terès i Borrull, virrei de Catalunya, bisbe d'Elna, Tortosa i Tarragona (m. 1603).
- 1856 - Barcelona (el Barcelonès): Àurea Rosa Clavé i Bosch, directora musical, professora i compositora catalana (m. 1940).[4]
- 1879 - Sabadell: Santiago Segura i Burguès, marxant i promotor artístic català.
- 1912 - Barcelona (el Barcelonès): Pere Calders i Rossinyol, escriptor català.[5]
- 1912 - Barcelona: Montserrat Alberich i Escardívol, artista mecanògrafa.[6]
- 1918 - Badalona: Remei Oliva, exiliada i última mare viva a la Maternitat d'Elna (m. 2023).[7]
- 1930 - Olot: Montserrat Tresserras i Dou, nedadora catalana, pionera de les proves de llarga distància (m. 2018).[8]
- 1945 - Capellades: Gemma Romanyà i Valls, empresària de les arts gràfiques i important mecenes cultural catalana (m. 2018).[9]
- 1952 - Buenos Aires (Argentina): Patrícia Gabancho i Ghielmetti, periodista i escriptora argentinocatalana (m. 2017).[10]
- 1972 - 
  - Barcelona: Núria Prims, actriu catalana de cinema i televisió.[11]
  - Madrid: Eva Menor Cantador, advocada i política catalana, alcaldessa de Badia del Vallès des de 2009.[12]
- 1980 - Barcelona: Anaïs Garcia Balmaña, nedadora catalana amb tres records paralímpics.[13]
- 1985 - Sabadell (el Vallès Occidental): Dani Pedrosa, motociclista català.

Resta del món
- 1511 - Vilanova de Sixena (Regne d'Aragó): Miquel Servet, Revés, humanista, teòleg i científic aragonès d'abast universal (m. 1553).
- 1518 - Venècia (Itàlia): Jacopo Comin, més conegut com a Tintoretto o Jacopo Tintoretto, pintor de l'escola veneciana, del Renaixement italià.
- 1547 - Alcalá de Henares (Espanya): Miguel de Cervantes Saavedra, escriptor espanyol.
- 1571 - Milà (Ducat de Milà): Caravaggio, pintor llombard, el més important de l'escola naturalista de finals del segle xvi (m. 1610).[14]
- 1620 - Tongeren (Principat de Lieja): Joan Lluís d'Elderen, príncep-bisbe del Principat de Lieja.
- 1816 - Rennes (França): Paul Féval (pare), escriptor i dramaturg francès (m. 1887).
- 1823 - Jixi, Huizhou (Xina): Hu Xueyan, empresari i banquer xinès (m. 1885).
- 1859 - Veliko Tarnovo, Bulgària: Vela Blagòeva, pedagoga i escriptora, fundadora del moviment de dones a Bulgària.[15]
- 1864 - Bilbao, País Basc: Miguel de Unamuno, escriptor i filòsof espanyol (m. 1936).
- 1879 - L'Havana, Cuba: Joaquim Nin i Castellanos, pianista i compositor (m. 1949).
- 1889 - Loja (Equador): Matilde Hidalgo, metgessa i política equatoriana (m. 1974).[16]
- 1896 - La Plata: Irene Bernasconi, biòloga marina argentina coneguda pel seu treball a l'Antàrtida (m. 1989).[17]
- 1900 - Pamplona: María Lacunza Ezcurra, primera advocada navarresa (m. 1984).[18]
- 1901 - Roma (Itàlia): Enrico Fermi, físic italià, Premi Nobel de Física de 1938 (m. 1954).[19]
- 1916 - Guadalajara (Espanya): Antonio Buero Vallejo, dramaturg espanyol (m. 2000).
- 1920 - Mitcham, Surrey (Anglaterra): Peter D. Mitchell, bioquímic anglès, Premi Nobel de Química de l'any 1978 (m. 1992).[20]
- 1929 - Handan, Hebei (Xina): Xu Huaizhong (en xinès tradicional: 許 懷中; en xinès simplificat: 许怀中), militar, guionista i escriptor xinès. Premi Mao Dun de Literatura de l'any 2019 per la novel·la 牵风记 Qianfengji.
- 1931 - Chicago, Illinois (EUA): James Cronin, físic nord-americà, Premi Nobel de Física de l'any 1980 (m. 2016).[21]
- 1935 - Xangai, Xina: Ingrid Noll, escriptora alemanya de novel·la policíaca.[22]
- 1936 - Milà: Silvio Berlusconi, empresari i polític italià (m. 2023).
- 1943 - Popowo (Polònia):Lech Walesa polític i sindicalista polonès.[23]
- 1951 - 
  - Santiago de Xile: Michelle Bachelet, metgessa i política, fou Ministra i Presidenta de la República de Xile.[24]
  - Cali (Colòmbia): Andrés Caicedo, escriptor colombià.
- 1955 - Mendota Heights, Minnesota: Ann Bancroft, exploradora, primera dona a arribar a peu al Pol Nord.[25]
- 1961 - Y Barri, Gal·les: Julia Gillard, advocada i política australiana, que fou Primera Ministra d'Austràlia i líder del Partit Laborista.[26]
- 1875 - Groenlàndia: Henrik Lund, pintor, poeta, compositor i capellà grenlandès.
- 1936 - Milà (Itàlia): Silvio Berlusconi, polític i empresari italià.[27]
- 1965 - Lake Worth: Terry M. West, escriptor, cineasta, actor i fotògraf estatunidenc.
- 1967 - Haywards Heath, Sussex, Anglaterra: Brett Anderson, cantant i compositor anglès, vocalista de Suede.
- 1985 - Al-Aaiun: Elkouria Amidane, estudiant saharaui, activista pels drets humans i defensora del poble saharaui.[28]
- 1988 - Washington D.C. (Estats Units) : Kevin Durant, jugador professional de basquetbol.

## Necrològiques
Països Catalans
- 1930 - Barcelona: Gaspar Miró i Lleó, pintor.
- 1957 - Mèxic: Maria Lluïsa Algarra i Coma, advocada –primera jutgessa espanyola– i autora teatral, exiliada a Mèxic (n. 1916).[29]
- 1991 - Figueres: Mercedes Moner Raguer, pianista figuerenca (n. 1892).[30]
- 2010 - Barcelona: Eduard Manchón i Molina, futbolista català.
- 2016 - Madrid: Amparo Valle Vicente, actriu valenciana de cinema, televisió i teatre, i també directora teatral (n. 1939).[31]
- 2018 - Barcelona: Macià Alavedra i Moner, polític català.

Resta del món
- 1749 -Tongcheng, Zongyang, Anhui (Xina): Fang Bao (1668-1749) escriptor, poeta, acadèmic i filòsof xinès durant la primera etapa de la dinastia Qing (n. 1668).[32]
- 1833 - Madrid (Espanya): Ferran VII, aristòcrata espanyol, rei d'Espanya.
- 1872 - Madrid (Espanya): Lluís Maria Pastor i Rodríguez, economista lliurecanvista i ministre d'economia.
- 1902 - París (França): Émile Zola, novel·lista francès.
- 1908 - Rio de Janeiro (Brasil): Joaquim Maria Machado de Assis, escriptor brasiler i fundador de l'ABL (n. 1839).[33]
- 1910 - Prouts Neck (EUA): Winslow Homer, pintor paisatgista i gravador estatunidenc.
- 1924 - Kristiania: Ragna Nielsen, educadora, escriptora, política i feminista noruega.[34]
- 1927 - Leiden (Holanda del Sud): Willem Einthoven, metge neerlandès, Premi Nobel de Medicina o Fisiologia de 1924 (n. 1860).[35]
- 1935 - Londres: Winifred Holtby, periodista i novel·lista anglesa (n. 1898).[36]
- 1979 - Bioko (Guinea Equatorial): Francisco Macías Nguema, primer Cap d'estat de Guinea Equatorial després de la seva independència d'Espanya. (n. 1924).
- 1997 - Nova York, (EUA): Roy Lichtenstein, pintor estatunidenc de pop Art, artista gràfic i escultor (n. 1923).[37]
- 2002- Giuliana Cavaglieri Tesoro, química orgànica i inventora, que desenvolupà els teixits ignífugs (n. 1921).[38]
- 2010:
  - Ciutat de Nova York (EUA): Tony Curtis, actor de cinema estatunidenc.
  - Tarzana, Califòrnia, Estats Units: Joe Mantell, actor estatunidenc
  - París (França): Georges Charpak, físic francès d'origen polonès, Premi Nobel de Física de l'any 1992 (n. 1924).[39]
- 2011 - Ámsterdam, Països Baixos: Hella S. Haasse, escriptora neerlandesa (n. 1918).[40]
- 2014 - Madrid (Espanya): Miguel Boyer Salvador, polític i economista espanyol.
- 2020
  - Nashville, Tennessee, EUA: Mac Davis, cantant Estatunidenc (n. 1942).
  - Los Angeles, Califòrnia, EUA: Helen Reddy, cantant australiana-estatunidenca (n. 1941).

## Festes i commemoracions
- Santoral: arcàngels: Miquel, Rafael i Gabriel; sants Fratern d'Auxerre, bisbe; Leudoví de Trèveris, bisbe; beat Carles de Blois, duc; beats Francesc Castelló i Aleu i Pau Bori i Puig, màrtirs.
- Per Sant Miquel es fa festa major a Lleida (el Segrià), a l'Alguer (Sardenya), a Llucena (l'Alcalatén), a Benifallim (l'Alcoià), a Sant Miquel de Fluvià i Boadella d'Empordà (l'Alt Empordà), a la Pobla del Bellestar (l'Alt Maestrat), a Aranyuel (l'Alt Millars), a Soneixa i Viver (l'Alt Palància), a Ansalonga (Ordino) i Fontaneda (Sant Julià de Lòria) (Andorra), a Mont-roig del Camp i Alforja (el Baix Camp), a Molins de Rei (el Baix Llobregat), a Canet lo Roig (el Baix Maestrat), a Sant Miquel de les Salines (el Baix Segura), a la Barceloneta (Barcelona), a Llíria (el Camp de Túria), a Énguera i Tous (la Canal de Navarrés), a Sant Miquel de Balansat (Sant Joan de Labritja, Eivissa), a Cervià de les Garrigues i els Omellons (les Garrigues), a Palol de Revardit, Serinyà i Sant Miquel de Campmajor (el Gironès), a Catarroja (l'Horta), a Campanet i Calonge (Santanyí) (Mallorca), a Gata (la Marina Alta), a la Vila Joiosa (la Marina Baixa), a Valljunquera (Matarranya), a la Sentiu de Sió, Os de Balaguer i Vallfogona de Balaguer (la Noguera), a la Pobla Tornesa i Vilafamés (la Plana Alta), a l'Alcúdia de Veo (la Plana Baixa), a Margalef (el Priorat), a la Pobla de Sant Miquel (el Racó d'Ademús), a Cotes i Massalavés (la Ribera Alta), a Ascó i Tivissa (la Ribera d'Ebre), a Sant Miquel de Llotes (el Rosselló), a Barx, Bellreguard i Palma de Gandia (la Safor), a Bell-lloc d'Urgell, Ciutadilla i Soses (el Segrià), a Riudellots de la Selva i a Sant Miquel de Cladells (la Selva), a Pinell de Solsonès (el Solsonès), a Vila-sana (l'Urgell), a Carrícola i Salem -on se celebra del 13 de setembre, commemorant un miracle- (la Vall d'Albaida), a Xalans (la Vall de Cofrents), a Vallromanes (el Vallès Oriental).
- Per Sant Miquel es fa fira a Santpedor i a Lleida (Fira Agrària de Sant Miquel).
- Per Sant Rafael es fa festa major al Figaró (Montmany de Puiggraciós, el Vallès Oriental), a Sant Rafel de Forca (Sant Antoni de Portmany, Eivissa) i a Sant Rafel del Maestrat (el Baix Maestrat).
- Avui és la Diada de les Telecomunicacions al territori català, impulsada pel Col·legi Oficial d'Enginyers Tècnics de Telecomunicacions de Catalunya.